# Pater Gustaaf
Pater Gustaaf was een Vlaamse pater uit de omgeving van Gent die in het midden van de in de 16de eeuw in Gent en later in de omgeving van Breda woonde. Het is zeer omstreden of Pater Gustaaf echt heeft bestaan.

## Legende
Volgens de legende was Pater Gustaaf een telg van een Gents patriciërs geslacht die in 1540, in de nasleep van de Gentse opstand op de vlucht ging voor de Spaanse Keizer Karel V. Tijdens zijn omzwervingen kwam hij terecht bij een klooster in de baronie Breda, waar hij onder zijn pseudoniem kon blijven. Onder de kostbaarheden die hij uit Gent had meegenomen zat tevens een houtsplinter van de roerstok van de Heilige Arnoldus (Arnold van Soissons). Het heilige object had hij tijdens de onlusten meegenomen uit de Sint-Niklaaskerk. Dit reliek zorgde voor het mirakel dat Pater Gustaaf water uit de rivier de Mark bier kon brouwen in slechts één nacht. Elke zaterdag kwam hij naar de markt om het volk van Breda en de omliggende dorpen gratis te voorzien van bier. Toen de Spanjaarden in 1581, na de furie van Houtepen, erachter kwamen wie Pater Gustaaf in werkelijkheid was, werd hij opgepakt en opgehangen. De splinter van de roerstok van de Heilige Arnoldus is hierbij verloren gegaan.